# Klaus Behrens
Klaus Behrens   (Ratzeburg, 3 d'agost de 1941 - Frankfurt del Main, 19 de setembre de 2022) fou un remer alemany que va competir durant la dècada de 1960.
El 1964 va prendre part en els Jocs Olímpics d'Estiu de Tòquio, on va guanyar la medalla de plata en la prova del vuit amb timoner del programa de rem.
En el seu palmarès també destaca una medalla d'or al Campionat del món de rem de 1962 i tres medalles d'or al Campionat d'Europa de rem, el 1963, 1964 i 1965. També guanyà cinc campionats d'Alemanya quatre en el vuit amb timoner i un en el quatre sense timoner.